# Вілла Ланте
Вілла Ланте (італ. Villa Lante (Bagnaia) — етапний зразок регулярного саду в Італії 16 століття. Дану пам'ятку не слід плутати з однойменною віллою Ланте на пагорбі Янікул в Римі.

## Історія
В 16 столітті ініціатива в створенні декоративних садів перейшла від Флоренції до Риму. Сюди активно переносили здобутки мистецтва з інших культурних центрів Італії — від знахідок в архітектурі Лучано да Лаурана і Браманте до найкращих досягнень в живопису, скульптурі і садівництві. В Римі існував прошарок освічених замовників з великими коштами (папи римські, кардинали, римська аристократія), готові витратити ці кошти на побудову заміських вілл і садів. Серед перших заміських вілл Риму — Вілла Мадама, вілла Джулія для папи римського Юлія ІІ (Джуліо делла Ровере), двір Бельведер з садами, створений в Ватикані — Браманте. Якщо вілла Мадама (і її сад) з різних обставин залишились недобудованими, двору Бельведер судилося стати зразком для інших садів до його знищення. Творчим розвитком найкращих рис саду Бельведер архітектора Браманте стане сад Вілли Джулія (арх. Джакомо да Віньола).

## Початок створення вілли Ланте
Саме на цей період і прийшлося створення саду Вілли Ланте. Засовник — могутній кардинал Раффаеле Ріаріо, ініціатор створення грандіозного римського палацу Ріаріо (що втратить його ім'я, нині Палаццо Канчеллерія), меценат, ініціатор запрошення в Рим талановитого Мікеланджело Буонарроті. В Банья під Римом 1477 року кардинал Раффаеле Ріаріо наказав побудувати мисливський будиночок. На початку 16 ст. кардинал втратив могутність і по смерти його велетенський палац і мисливський будиночок перейшли до майна папської адміністрації.

## Період володарювання Гамбара
Новий етап для вілли розпочався, коли її передали кардиналу Джованні Франческо Гамбара. Останній залучив 1566 р. до розбудов відомого архітектора Віньолу, автора проекту вілли Джулія. Тоді і вибудували перший невеличкий палац (казіно) для Гамбара, а в саду створили першу терасу. Палацик отримав прізвище кардинала Гамбара, а в саду з'явився декор у вигляді раків (гамбара — рак з італійської). Комплекс споруд злишився недобудованим.

## Період володарювання Монтальто

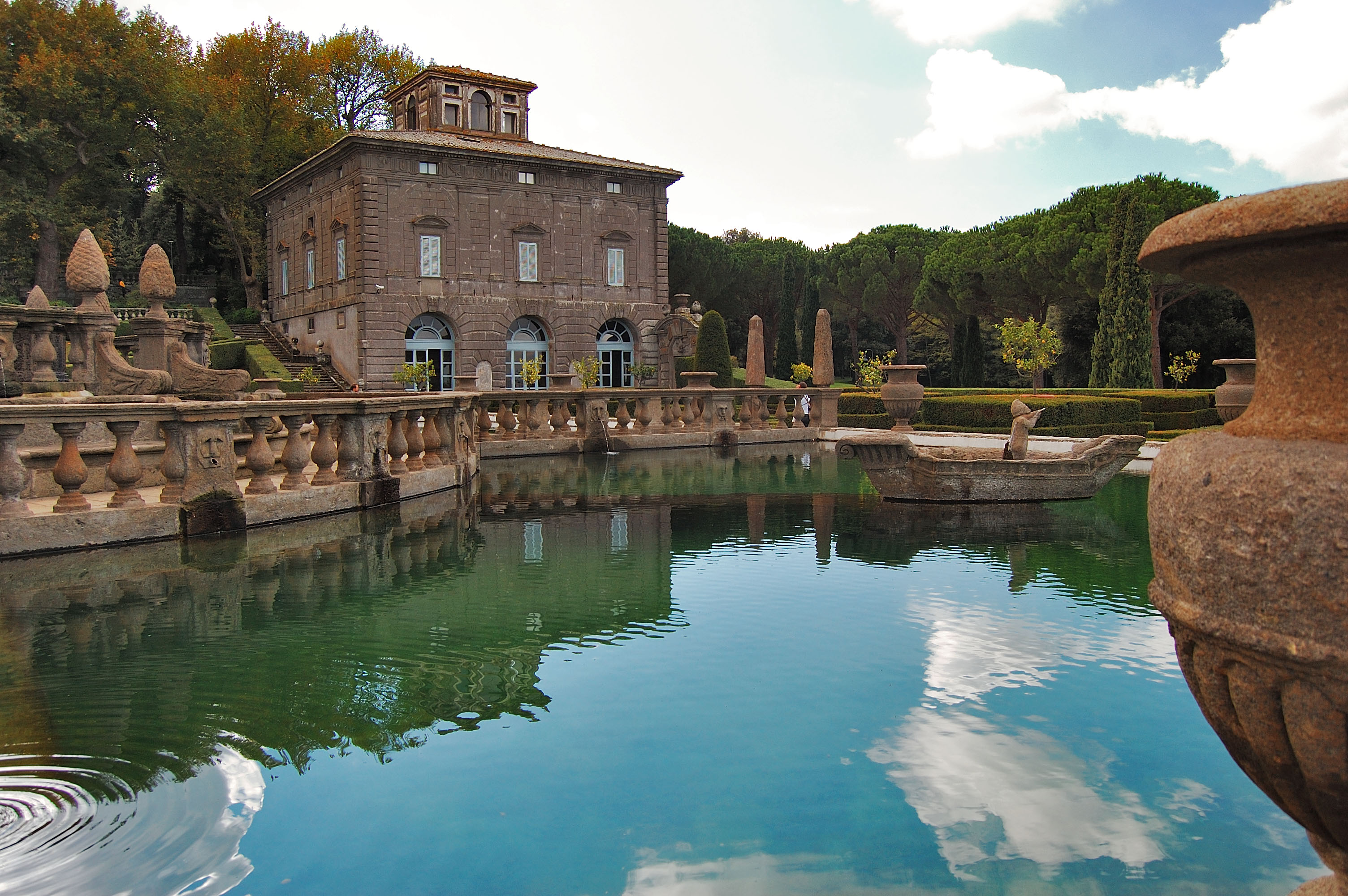
Басейн.

Каскад і кам'яний стіл.

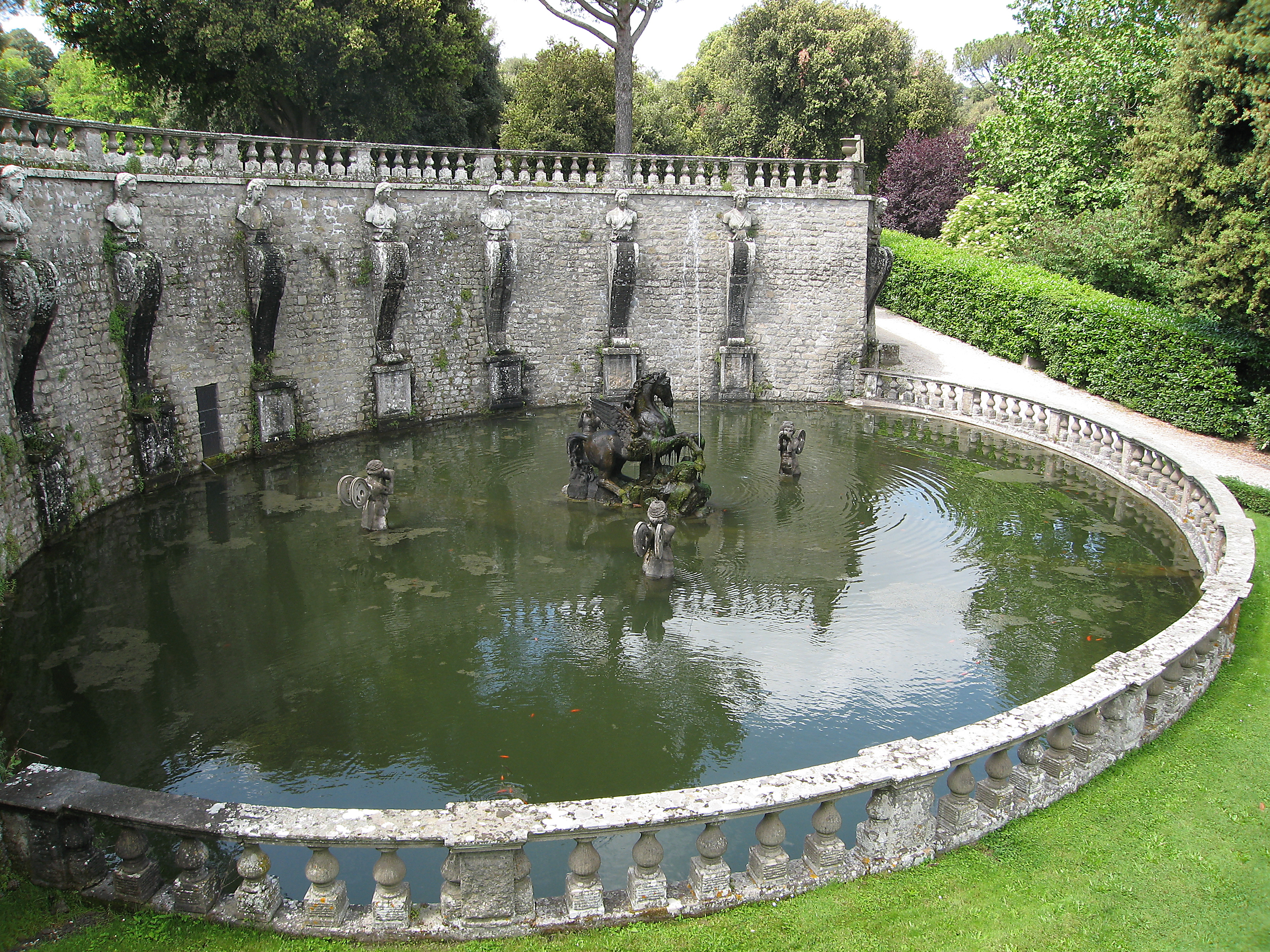
Пегас, басейн і герми дев'яти муз.

1587 року вілла перейшла до племінника папи римського Сикста V (обраного на престол 1585 р.) — Алессандро ди Монтальто Перетти, відомого як кардинал Монтальто. Новий володар будує власний симетричний палац в пару до казіно Гамбара, котрий отримує вже його ім'я. Місцевість за палацами підвищується і її використали для створення водоводу для невеличкого каскада і фонтанів.
Так виникли каскад і, так званий, кам'яний стіл з жолобом-холодильником, у якому охолоджували вино під час бенкетів просто неба. Власну літературну програму отримав і сад: ділянки стають уособленням шляху цивілізації від доісторичних часів (дикі хащі за віллою) до культурного середовища (палацики, каскад, фонтан), створеного зусиллями і коштом кардинала. Затишний садок вілли почали сприймати як алегорію втраченого райського саду — наново відтвореного на віллі кардиналом. Звідси біблійна назва фонтану — «Всесвітній потоп», павільйон Муз тощо. Каскад прикрасили парапетом, кам'яними вазами і велетенськими фігурами річкових богів. Терас стало три, вода перетікала до третьої тераси і накопичувалася в басейні, звідки її брали для поливу в саду. Як і більшість садів пізнього Відродження і маньєризму, сад вілли був відокремлений від оточення кам'яним парканом. Але на старих малюнках добре видно центральну вісь, що проходить крізь весь ансамбль.
Сучасну назву — Вілла Ланте — отримала тільки в 17 столітті, коли стала власністю Іпполіто Ланте Монтефельтро делла Ровере, герцога Бомарцо. В його роки віллу ремонтували і трохи змінили розпланування в саду.
В саду три тераси. На нижній терасі розташований фонтан «Свічка». Архітектурна частина саду нині втрачена. Серед збереженого — фонтанна група скульптора Джованні да Болонья з фігурами крилатого коня Пегаса та муз.